# Wikipédia en somali
Wikipédia en somali  (en somali : Soomaali Wikipedia) est l’édition de Wikipédia en somali, langue couchitique parlée en Somalie, Éthiopie, Kenya et Djibouti. L'édition est lancée a priori en juin 2004 mais dans les faits en décembre 2004. Son code est : so.
Au 21 mars 2025, l'édition en somali contient 8 279 articles et compte 40 307 contributeurs, dont 96 contributeurs actifs et 1 administrateur.

## Présentation

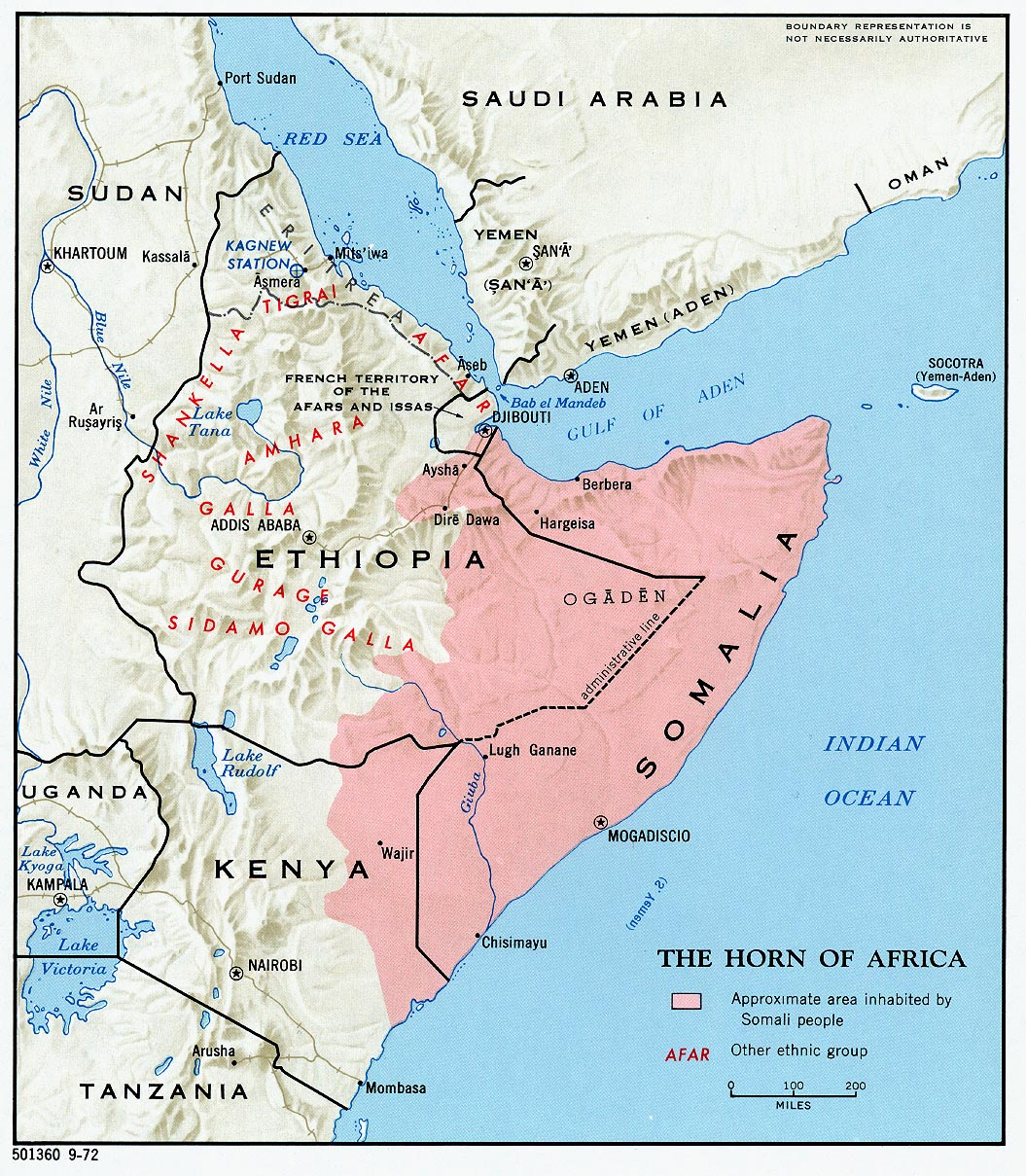
Aire de diffusion du somali.

## Statistiques
- Le 10 mars 2015, l'édition en somali compte 3 751 articles et 11 234 utilisateurs enregistrés[3], ce qui en fait la 168e[4] édition linguistique de Wikipédia par le nombre d'articles et la 137e[5] par le nombre d'utilisateurs enregistrés, parmi les 287 éditions linguistiques actives.
- Le 2 novembre 2022, elle contient 8 657 articles et compte 32 931 contributeurs, dont 81 contributeurs actifs et 1 administrateur.
- Le 19 septembre 2024, elle contient 8 088 articles et compte 38 887 contributeurs, dont 71 contributeurs actifs et 1 administrateur.